# Miss Ecuador
Miss Ecuador is de nationale missverkiezing van het Zuid-Amerikaanse land Ecuador. Bij deze verkiezing worden 's lands vertegenwoordigsters voor de grote internationale missverkiezingen aangeduid, met name Miss Universe, Miss World en Miss International. De verkiezing van Miss Ecuador Universo begon in 1955. Miss Ecuador World wordt sinds 1960 verkozen.

## Winnaressen

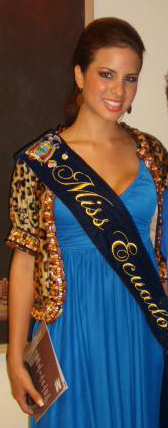

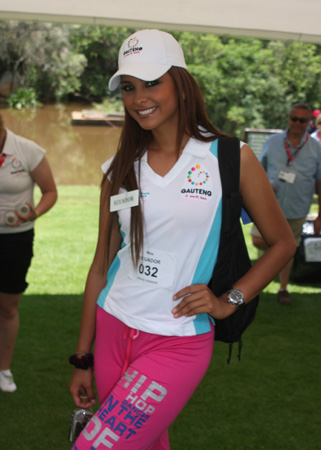
2008: Doménica Saporiti en Marjorie Cevallos

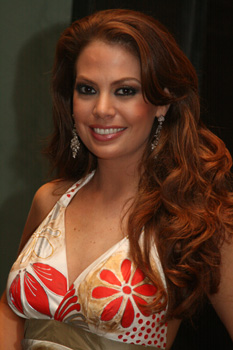
2007: Valeska Saab

| Jaar | Miss Ecuador Universo    | Miss Ecuador Mundo   |  | Jaar | Miss Ecuador Universo  | Miss Ecuador Mundo    |
| ---- | ------------------------ | -------------------- |  | ---- | ---------------------- | --------------------- |
|      |                          |                      |  | 2016 | Connie Jiménez         | Mirka Cabrera         |
| 2015 | Francesca Cipriani       | Camila Marañón       |  | 2014 | Alejandra Argudo       | Virginia Limongi      |
| 2013 | Constanza Báez           | Laritza Párraga      |  | 2012 | Carolina Aguirre       | Cipriana Correia      |
| 2011 | Claudia Schiess          | Verónica Vargas      |  | 2010 | Lady Mina              | Ana Galarza           |
| 2009 | Sandra Vinces            | Gabriela Ulloa       |  | 2008 | Doménica Saporiti      | Marjorie Zeballos     |
| 2007 | Lugina Cabezas           | Valeska Saab         |  | 2006 | Kathy Lopez            | Rebeca Flores         |
| 2005 | Ximena Zamora            | Marielisa Marques    |  | 2004 | Susana Rivadeneira     | Cristina Reyes        |
| 2003 | Andrea Jácome            | Mayra Rentería       |  | 2002 | Isabel Ontaneda        | Jessica Angulo        |
| 2001 | Jessica Bermudez         | Carla Revelo         |  | 2000 | Gabriela Cadena        | Ana Dolores Murillo   |
| 1999 | Carolina Alfonso         | Sofía Morán          |  | 1998 | Soraya Hogonaga        | Vanessa Graf          |
| 1997 | María José Lopez         | Clío Olaya           |  | 1996 | Mónica Chalá           | Jennifer Graham       |
| 1995 | Radmila Panzic           | Fabiola Trujillo     |  | 1994 | Mafalda Arboleda       | Diana Noboa           |
| 1993 | Arianna Mandini          | Danna Saab           |  | 1992 | Soledad Diab           | Stephanie Krumholz    |
| 1991 | Diana Neira              | Suanny Bejarano      |  | 1990 | Jessica Nuñez          |                       |
| 1989 | Maria Eugenia Molina     | Ximena Correa        |  | 1988 | Cecilia Pozo           | Cristina Lopez        |
| 1987 | María del Pilar Barreiro | Cecilia Pozo         |  | 1986 | Verónica Sevilla       | Gisella Cucalón       |
| 1985 | Maria Elena Stangl       | Pilar de Veintimilla |  | 1984 | Leonor Gonzembach      | Maria Sol Corral      |
| 1983 | Mariela García           | Martha Lascano       |  | 1982 | Jacqueline Burgos      | Gianna Machiavello    |
| 1981 | Lucía Vinueza            | Lucía Vinueza        |  | 1980 | Leslie Rivas           | Gabriela Ríos         |
| 1979 | Anita Plaza              | Olga Padilla         |  | 1978 | Mabel Cevallos         | Antonieta Campodónico |
| 1977 | Lucía Hernandez          | Lucía Hernandez      |  | 1976 | Gilda Plaza            | Marie Claire Fontaine |
| 1975 | Ana María Wray           |                      |  | 1974 | -                      | Silvia Jurado         |
| 1973 | -                        | -                    |  | 1972 | Susana Castro          | Patricia Falconí      |
| 1971 | Ximena Moreno            | María Cecilia Gomez  |  | 1970 | Zoila Montesinos       | Sofía Monteverde      |
| 1969 | Rossana Vinueza          | Ximena Aulestia      |  | 1968 | Priscilla Alava        | Marcia Ramos          |
| 1967 |                          | Laura Baquero        |  | 1966 | Martha Cecilia Andrade | Alexandra Vellejo     |
| 1965 | Patricia Ballesteros     | Corina Corral        |  | 1964 | Tanya Klein            | Lourdes Anda          |
| 1963 | Patricia Córdova         |                      |  | 1962 | Elaine Ortega          | Elaine Ortega         |
| 1961 | Yolanda Palacios         | Magdalena Dávila     |  | 1960 | Isabel Rolando         | Maria Rosa Rodriguez  |
| 1959 | Carlota Ayala            |                      |  | 1958 | Alicia Vallejo         |                       |
| 1957 | Patricia Benítez         |                      |  | 1956 | Mercedes Flores        |                       |
| 1955 | Leonor Carcache          |                      |  |      |                        |                       |